# Мицански, Илиян
Илиян Эмилов Мицански (болг. Илиян Емилов Мицански; 20 декабря 1985, Сандански, Болгария) — болгарский футболист, нападающий.

## Биография

### Клубная карьера
Илиян Мицански начал играть в клубе «Македонска Слава» из Благоевграда. В сезоне 2004/05, играя в ПФГ «Б», Мицански 29 раз выходил на поле и забил 21 гол. В июне 2005 года перешёл в польский клуб «Амика». В первом же круге сезона 2006/07 перешёл на правах аренды в польский клуб «Корона», но не сумел прочно войти в первый состав.
В июне 2008 года Мицански перешёл в польский клуб «Заглембе» из Любина. В сезоне 2008/09 он стал одним из лучших бомбардиров польской польской Первой лиги с 26 голами, тем самым значительно способствовав выходу своей команды в высший дивизион.
18 июня 2010 года Мицански подписал четырёхлетний контракт с немецким клубом «Кайзерслаутерн». 24 июля 2010 он забил единственный гол в товарищеском матче с «Ливерпулем».
22 сентября 2010 года впервые официально вышел на поле в качестве игрока «Кайзерслаутерна» во встрече с будущим чемпионом сезона, дортмундской «Боруссией», встреча закончилась с разгромным для «чертей» счётом 0:5. Мицански вышел на поле в качестве замены Эрвину Хофферу. 13 ноября 2010 года Илиян забил свой первый и единственный гол в сезоне в матче против «Штутгарта», закончившегося ничьей 3:3.
Уже играя за «Карлсруэ» 8 августа 2014 года в матче со своей прежней командой клуба «Франкфурт» забил три гола на чужом поле. Матч закончился со счётом 2:3 в пользу «Карлсруэ», став первой победой клуба в сезоне 2014/15.

### Карьера в сборной
11 августа 2010 Мицански открыл счёт своим играм за сборную команду Болгарии в проигранной товарищеской встрече со сборной команды России.